# Zuidrijns voetbalkampioenschap
Het Zuidrijns voetbalkampioenschap (Duits: Fußballmeisterschaft von Südrhein of Rheinischer Südkreis) was van 1902 tot 1920 een van de regionale voetbalcompetities van de West-Duitse voetbalbond.

## Geschiedenis
De competitie begon in 1902 als kampioenschap van Keulen-Bonn. Er waren toen nog maar drie competities bij de West-Duitse bond. In 1906 waren er dat al zes en toen werd besloten om de naam te wijzigen in Zuidrijn omdat er ook een competitie Noordrijn was. Vanaf 1920 werd de competitie ondergebracht in een overkoepelende Rijncompetitie.

## Erelijst
- 1903 Kölner SC 1899
- 1904 Bonner FV 01
- 1905 Kölner SC 1899
- 1906 Kölner SC 1899
- 1907 Kölner SC 1899
- 1908 Alemannia Aachen
- 1909 Bonner FV 01
- 1910 Dürener FC 1903
- 1911 VfJuV 1896 Düren
- 1912 Borussia München-Gladbach (N)
- 1912 VfJuV 1896 Düren (Z)

- 1913 SC Union 05 Düsseldorf (N)
- 1913 FC Borussia 1899 Cöln (Z)
- 1914 Kölner BC 01
- 1915 SSV 04 Elberfeld
- 1916 Regionale kampioenschappen
- 1917 Regionale kampioenschappen
- 1918 Regionale kampioenschappen
- 1919 Regionale kampioenschappen
- 1920 Kölner BC 01